# Astrocasia tremula
Astrocasia tremula är en emblikaväxtart som först beskrevs av August Heinrich Rudolf Grisebach, och fick sitt nu gällande namn av Grady Linder Webster. Astrocasia tremula ingår i släktet Astrocasia och familjen emblikaväxter. Inga underarter finns listade i Catalogue of Life.